# Ben-Hur (2016)
Ben-Hur is een Amerikaanse actie-dramafilm uit 2016, geregisseerd door Timur Bekmambetov. De film is gebaseerd op de roman Ben-Hur: A Tale of the Christ van de Amerikaanse schrijver Lew Wallace en was eerder een verfilming in 1907 als stomme film, 1925 als stomme film, 1959 als Oscarwinnende film, 2003 als animatiefilm en 2010 als tweedelige miniserie. De hoofdrollen worden vertolkt door Jack Huston, Toby Kebbell, Rodrigo Santoro, Nazanin Boniadi, Ayelet Zurer en Morgan Freeman. De film ging in première op 9 augustus 2016 in Mexico-Stad.

## Verhaal
Judah Ben-Hur, de zoon van een rijke familie uit Jeruzalem, is bevriend met de Romein Messala, die tevens zijn adoptiebroer is. Door een meningsverschil met Judah's moeder Naomi voelt Messala zich niet meer thuis bij de familie. Hij gaat naar Rome en sluit zich aan bij het Romeins leger. Als Messala na vijf jaar terugkomt in Jeruzalem, is hij een Romeins officier met een compleet andere instelling. Messala is niet meer dezelfde persoon als vijf jaar geleden en verraadt zijn jeugdvriend. Judah wordt door hem valselijk beschuldigd en als slaaf verkocht. Zijn moeder Naomi en zus Tirzah belanden in de gevangenis. Ester, waar Judah een oogje op heeft kan uit handen van de Romeinen blijven. Als Judah de jarenlange slavernij op een Romeinse vloot als roeier overleeft, kan hij bij een verloren zeeslag met de Grieken ontsnappen. De vloot waarin hij nog vastgebonden zit aan de ketting gaat verloren. Als Judah los komt, spoelt hij aan op het strand. Daar wordt hij opgevangen door de Sjeik Ilderim, een liefhebber van wagenrennen. Judah wordt zijn beste wagenrenner. Ilderim en Judah reizen naar het groot Romeins circus in Jeruzalem. Daar doet Messala ook als wagenrenner mee. Judah ziet dit als een legale manier om wraak te nemen op Messala. Als Judah Ester ontmoet, is ze bezorgd en wil ze hem op andere gedachten brengen. Judah hoort nog voor de wedstrijd van Messala dat zijn moeder en zus niet meer in leven zijn. Via Druses komt Judah erachter dat ze in de gevangenis zitten met lepra. Hierdoor zijn Judahs wraakgevoelens nog groter geworden en dat zorgt ervoor dat hij de race wint en Messala zwaar gewond raakt. Later is Judah elders getuige van de kruisiging van Jezus van Nazareth, de man die Judah ooit had geholpen in moeilijke tijden. Judah wil hem nu ook helpen, maar Jezus laat hem weten dat hij het uit vrije wil doet. Als Jezus zijn laatste woorden zegt, gebeuren er wonderen. Zo worden onder meer moeder Naomi en zus Tirzah weer beter van de lepra en geven Judah en Messala hun vriendschap een nieuwe kans. Ilderim koopt Naomi en Tirzah uit de gevangenis om de familie weer bij elkaar te brengen.

## Rolverdeling
| Acteur             | Personage       |
| ------------------ | --------------- |
| Jack Huston        | Judah Ben-Hur   |
| Toby Kebbell       | Messala Severus |
| Rodrigo Santoro    | Jezus           |
| Nazanin Boniadi    | Esther          |
| Ayelet Zurer       | Naomi Ben-Hur   |
| Morgan Freeman     | Sjeik Ilderim   |
| Pilou Asbæk        | Pontius Pilatus |
| Sofia Black-D'Elia | Tirzah Ben-Hur  |
| Marwan Kenzari     | Druses          |
| Moisés Arias       | Dismas          |
| James Cosmo        | Quintus Arius   |
| Haluk Bilginer     | Simonides       |

## Achtergrond
In 2013 werd Keith R. Clarke verbonden met het script, een bewerking van Lew Wallaces roman Ben-Hur: A Tale of the Christ. Later werd John Ridley ingehuurd om het script te herzien. Ook werden Mark Burnett en Roma Downey in 2013 aangekondigd door Paramount Pictures en MGM als Producent en uitvoerend producent. In september 2013 werd Timur Bekmambetov ingehuurd voor de regie. De titelrol werd in september 2014 toegewezen aan Jack Huston. Ook werd dezelfde maand Morgan Freeman toegevoegd aan de cast voor de rol van Ilderim en was Toby Kebbell in onderhandeling voor de rol van de schurk Messala. De eerste opnames werden door MGM en Paramount Pictures aangekonding op 2 februari 2015, die onder meer plaatsvonden in de Italiaanse plaatsen Rome, Matera, Sassi di Matera en de filmstudio Cinecittà in Rome. Ook waren er opnames in de Coachella Valley in Zuid-Californië.
De film kreeg overwegend negatieve kritieken van de filmcritici, met een score van 27% op Rotten Tomatoes.